# مانو هيريرا
مانو هيريرا (بالإسبانية: Manu Herrera)‏ (29 سبتمبر 1981 بمدريد في إسبانيا - ) هو لاعب كرة قدم إسباني في مركز حراسة المرمى. لعب مع ريال سرقسطة وريال مدريد ج وريال مدريد كاستيا ونادي ألكوركون ونادي إلتشي ونادي إيبار ونادي ليفانتي ونادي بالاموس ‏.

## وصلات خارجية
- مانو هيريرا على موقع قاعدة بيانات كرة القدم.إي يو (الإنجليزية)
- مانو هيريرا على موقع Soccerbase.com (لاعب) (الإنجليزية)
- مانو هيريرا على موقع Soccerway.com (الإنجليزية)
- مانو هيريرا على موقع AS.com (الإسبانية)